# Proschaliphora citricostata
Proschaliphora citricostata är en fjärilsart som beskrevs av George Francis Hampson 1901. Proschaliphora citricostata ingår i släktet Proschaliphora och familjen björnspinnare. Inga underarter finns listade i Catalogue of Life.